# Canterbury of New Zealand
Pour les articles homonymes, voir Canterbury (homonymie).
Canterbury of New Zealand, ou plus simplement Canterbury abrégé en  CCC, est une entreprise néo-zélandaise spécialisée dans les chaussures, les vêtements et le matériel de rugby. Le nom est inspiré de la province néo-zélandaise de Canterbury pour laquelle l'entreprise a commencé sa production.

## Clubs et nations équipées

### Rugby à XV

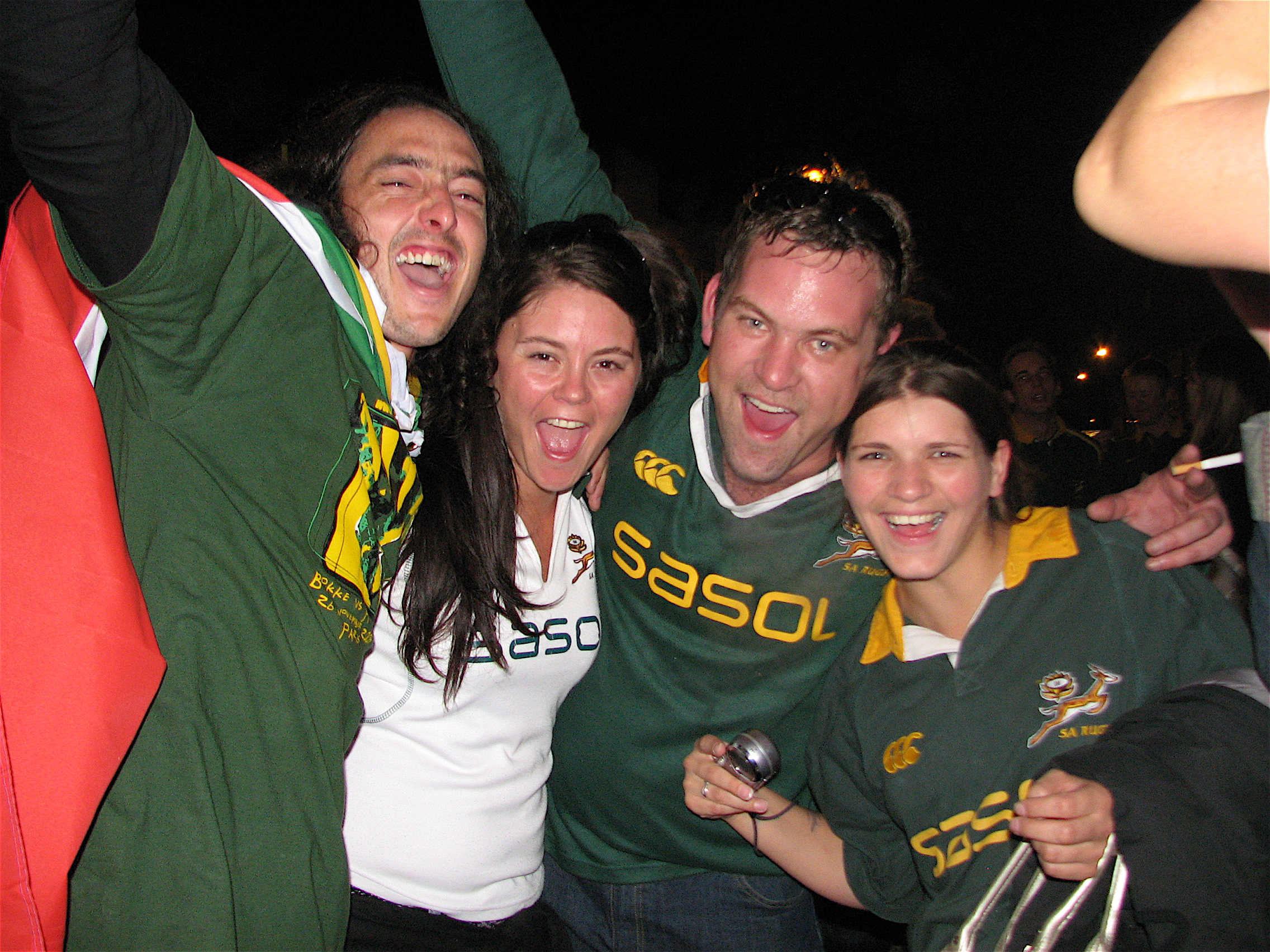
Le maillot de l'équipe nationale d'Afrique du Sud dans les années 2000.

- Championnat des provinces néo-zélandaises : Taranaki RFU
- Équipes nationales : Japon, Irlande, Lions britanniques et irlandais

### Rugby à XIII
- State of Origin (Australie) : Queensland Maroons
- National Rugby League (Australie) : Canterbury Bulldogs, New Zealand Warriors

### Football
- Joueurs : Sol Campbell

## Europe
La filiale Europe de Canterbury of NZ étant racheté par Adidas, elle n'équipe plus l'Europe depuis la fin de l'année 2009.